# Malpighia epedunculata
Malpighia epedunculata är en tvåhjärtbladig växtart. Malpighia epedunculata ingår i släktet Malpighia och familjen Malpighiaceae.

## Underarter
Arten delas in i följande underarter:
- M. e. arenaria
- M. e. epedunculata